# Riddim
Riddim (w jamajskiej odmianie ang. rytm) – schemat rytmiczny składający się z linii basu lub łączący ją z rytmem perkusji. Czasami z rytmem połączona jest krótka linia melodyczna, ale podstawę nadal stanowi bas.
Wykorzystywany w muzyce reggae i dancehall. W innych muzycznych kontekstach znany również jako groove lub beat.
Dla muzyki reggae charakterystyczne jest wykorzystywanie jednego riddimu w wielu, nawet kilkudziesięciu piosenkach.

## Riddimy w reggae
- Stalag riddim (lub Stalag version) – występuje w reggae, został stworzony w latach 70. Jego elementy można usłyszeć w hip-hopowej piosence 'Don't Believe the Hype' zespołu Public Enemy. Od niedawna, riddim ten można spotkać w wersji dancehallowej[1].

- Virus riddim był najpopularniejszym dancehallowym riddimem w roku 2001[2].

- Sleng Teng riddim – stworzony w roku 1985 przez King Jammy'ego. Riddim ten przechodził wiele ewolucji, w ostatnich czasach sięgnęły po niego także takie artystki, jak Robyn i M.I.A.
- Doctor Bird riddim – wykorzystywany najczęściej w utworach miłosnych riddim reggae, nagrywał do niego m.in. Collie Buddz.